# Marcel Meisen
Marcel Meisen (né le 8 janvier 1989) est un coureur cycliste allemand.

## Biographie
Marcel Meisen est le fils de Josef Meisen, coureur de cyclo-cross dans les années 1970 et 1980.
En janvier 2008, Marcel Meisen remporte le championnat d'Allemagne de cyclo-cross espoirs (moins de 23 ans). En mai de cette année, il intègre l'équipe continentale allemande Kuota Senges. Il reste trois ans dans cette équipe, qui prend le nom Kuota-Indeland en 2009 puis Merckx-Indeland en 2011. Durant les trois saisons de cyclo-cross qu'il court avec cette équipe, il est deuxième du championnat d'Allemagne de cyclo-cross espoirs.
En août 2011, il rejoint l'équipe belge BKCP-Powerplus, dans laquelle évolue notamment Niels Albert, champion du monde de cyclo-cross en 2009. Il est troisième du championnat d'Allemagne de cyclo-cross élites en 2012, deuxième en 2013.
Sur route, il gagne une étape de la Mi-août en Bretagne en 2012. En juin 2013, il remporte une étape des Boucles de la Mayenne et se classe quatrième du championnat d'Allemagne sur route, derrière André Greipel, Gerald Ciolek et John Degenkolb.
Début 2015, il devient pour la première fois champion d'Allemagne de cyclo-cross. En février, il termine huitième des mondiaux de cyclo-cross. En mai 2015, il rejoint la structure allemande Kuota-Lotto. Il s'adjuge la deuxième  étape du Tour de Gironde et la troisième du Tour de Haute-Autriche avec sa nouvelle équipe.
Il se classe onzième de la Coupe Sels au deuxième semestre 2018.
Il devient champion d'Allemagne sur route lors de la saison 2020 en devançant au sprint Pascal Ackermann (Bora-Hansgrohe) et son coéquipier Alexander Krieger. Cela fait de lui le premier allemand depuis Reimund Dietzen en 1984 à devenir champion de cyclo-cross et sur route la même année.

## Palmarès sur route

### Par années
- 2011
  - 2e étape du Triptyque ardennais
  - 2e du Triptyque ardennais
- 2012
  - 4e étape de la Mi-août en Bretagne
- 2013
  - 3e étape des Boucles de la Mayenne
  - 6e étape du Tour Alsace
  - 2e étape du Baltic Chain Tour
- 2015
  - 2e étape du Tour de Gironde
  - 3e étape du Tour de Haute-Autriche
  - 2e du Tour de Gironde
  - 2e du Tour de Haute-Autriche
- 2016
  - 2e du championnat d'Allemagne de la montagne
- 2017
  - 1re étape du Triptyque ardennais
- 2020
  -  Champion d'Allemagne sur route
- 2023
  - 2e du Grand Prix de Buchholz

### Classements mondiaux
| Année                                 | 2010 | 2011 | 2012 | 2013 | 2014 | 2015 | 2016  | 2017  | 2018  | 2019  | 2020 | 2021 |
| ------------------------------------- | ---- | ---- | ---- | ---- | ---- | ---- | ----- | ----- | ----- | ----- | ---- | ---- |
| Classement mondial                    |      |      |      |      |      |      | 1121e | 1529e | 1472e | 1825e | 393e | 906e |
| UCI Europe Tour                       | nc   | nc   | 903e | 206e | nc   | 154e | 764e  | 984e  | 934e  | 1200e | 322e | 694e |
| UCI America Tour                      | 222e | 231e | nc   | nc   | nc   | nc   | nc    | nc    | nc    |       |      |      |
|                                       |      |      |      |      |      |      |       |       |       |       |      |      |
| Légende : nc = non classéSource : UCI |      |      |      |      |      |      |       |       |       |       |      |      |

## Palmarès en cyclo-cross

### Par années
- 2007-2008
  -  Champion d'Allemagne de cyclo-cross espoirs
- 2008-2009
  - 2e du championnat d'Allemagne de cyclo-cross espoirs
- 2009-2010
  - 2e du championnat d'Allemagne de cyclo-cross espoirs
- 2010-2011
  - 2e du championnat d'Allemagne de cyclo-cross espoirs
- 2011-2012
  - 3e du championnat d'Allemagne de cyclo-cross
- 2012-2013
  - 2e du championnat d'Allemagne de cyclo-cross
- 2013-2014
  - Grand Prix de la Région wallonne, Dottignies
  - Kiremko Nacht van Woerden, Woerden
  - 2e du championnat d'Allemagne de cyclo-cross
- 2014-2015
  -  Champion d'Allemagne de cyclo-cross
  - 8e du championnat du monde de cyclo-cross
- 2015-2016
  - Toi Toi Cup #1, Slaný
  - Toi Toi Cup #7, Uničov
  - Ciclocross del Ponte, Trévise
  - Grand-Prix Hotel Threeland, Pétange
- 2016-2017
  -  Champion d'Allemagne de cyclo-cross
  - Toi Toi Cup #7, Uničov
  - EKZ CrossTour #5, Meilen
  - Jingle Cross #1, Iowa City
  - Gran Premio Mamma E Papa Guerciotti AM, Milan
  - Ciclocross del Ponte, Trévise
  - Grand-Prix Hotel Threeland, Pétange
  - 10e de la Coupe du monde
- 2017-2018
  -  Champion d'Allemagne de cyclo-cross
  - EKZ CrossTour #4, Hittnau
  - EKZ CrossTour #5, Eschenbach
  - Gran Premio Mamma E Papa Guerciotti AM, Milan
  - Grand-Prix Hotel Threeland, Pétange
- 2018-2019
  -  Champion d'Allemagne de cyclo-cross
  - GP Poprad, Poprad
  - Munich Supercross, Munich
  - Radcross Grandprix, Bensheim
  - Grand-Prix Garage Collé, Pétange
  - EKZ CrossTour #5, Meilen
  - 8e du championnat du monde de cyclo-cross
- 2019-2020
  -  Champion d'Allemagne de cyclo-cross
  - Classement général de l'EKZ CrossTour : 
    - EKZ CrossTour #2, Hittnau
    - EKZ CrossTour #3, Meilen

  - Toi Toi Cup #1, Mladá Boleslav
  - Grand Prix Poprad, Poprad
  - Grand Prix Garage Collé, Pétange
- 2020-2021
  -  Champion d'Allemagne de cyclo-cross
- 2021-2022
  -  Champion d'Allemagne de cyclo-cross
  - 4 Bikes Festival, Lützelbach
  - Ciclocross del Ponte, Trévise
  - Grand Prix Garage Collé, Pétange
- 2022-2023
  - 4 Bikes Festival, Lützelbach
  - Cyclo-cross de Gernelle, Gernelle
  - 38e GP Città di Vittorio Veneto, Vittorio Veneto
  - 2e du championnat d'Allemagne de cyclo-cross
- 2023-2024
  -  Champion d'Allemagne de cyclo-cross
  - Cyclo-cross de Gernelle, Gernelle
- 2024-2025
  -  Champion d'Allemagne de cyclo-cross

### Classements
| Épreuve / Édition          | 2011/2012 | 2012/2013 | 2013/2014 | 2014/2015 | 2015/2016 | 2016/2017 | 2017/2018 | 2018/2019 | 2019/2020 | 2020/2021 | 2021/2022 |
| Championnat du monde       | 19e       | 16e       | 32e       | 8e        | 10e       | DNF       | 14e       | 8e        | DNF       | -         |           |
| Coupe du monde (victoires) | 22e       | 22e       | 15e       | 19e       | 22e       | 10e       | 13e       | 23e       | 18e       | 34e       |           |
| Superprestige              | 19e       | 9e        | 11e       | 20e       | 27e       | 26e       | 17e       | 21e       | 15e       | 27e       |           |
| Trophée Banque Bpost       | 20e       | 70e       | 20e       | 13e       | 34e       | 33e       | 19e       | 22e       | 27e       | 63e       |           |
| Championnat d'Allemagne    | 3e        | 2e        | 2e        | 1er       | 3e        | 1er       | 1er       | 1er       | 1er       | 1er       | 1er       |